# پنتودون
پنتودون (نام علمی: Pentodon) نام یک سرده از زیرخانواده سوسک‌های کرگدنی است.